# Teresa Rudowicz
Teresa Rudowicz (ur. 1928 w Toruniu, zm. 1994 w Krakowie) – polska malarka.

## Życiorys
Absolwentka Akademii Sztuk Pięknych w Krakowie (1954 – dyplom w pracowni Hanny Rudzkiej-Cybisowej). Stypendystka Fundacji Kościuszkowskiej (1971/1972). Współzałożycielka Grupy Krakowskiej II (do grupy należeli m.in. Tadeusz Kantor i Jerzy Nowosielski). W początkowych latach tworzyła akwarele i fotomontaże inspirowane surrealizmem, później zajęła się malarstwem abstrakcyjnym oraz kolażami.
Jej prace znajdują się m.in. w Muzeum Narodowym w Krakowie, Muzeum Historycznym Miasta Krakowa, Museum Boijmans van Beuningen w Rotterdamie.

## Wybrane wystawy
- 1957: 2. Wystawa Sztuki Nowoczesnej w Warszawie, zbiorowa
- 1958: Dom Plastyków w Krakowie, pierwsza wystawa indywidualna
- 1959: Pierwsze Paryskie Bienniale Młodego Malarstwa w Galerii Lambert w Paryżu, zbiorowa
- 1960: Museum of Modern Art w Nowym Jorku
- 1991: Muzeum Narodowe w Warszawie
- 1993: Pałac Sztuki w Krakowie
- 1994: Zachęta Narodowa Galeria Sztuki w Warszawie

- 1994: Galeria Starmach w Krakowie
- 2001: Galeria „Krypta u Pijarów” w Krakowie[2]
- 2004: Galeria Starmach w Krakowie
- 2013: Muzeum Narodowe w Krakowie[3]